# José Honorato Lozano
José Honorato Lozano (c. 1821-1885) fue un pintor filipino del siglo XIX

## Biografía

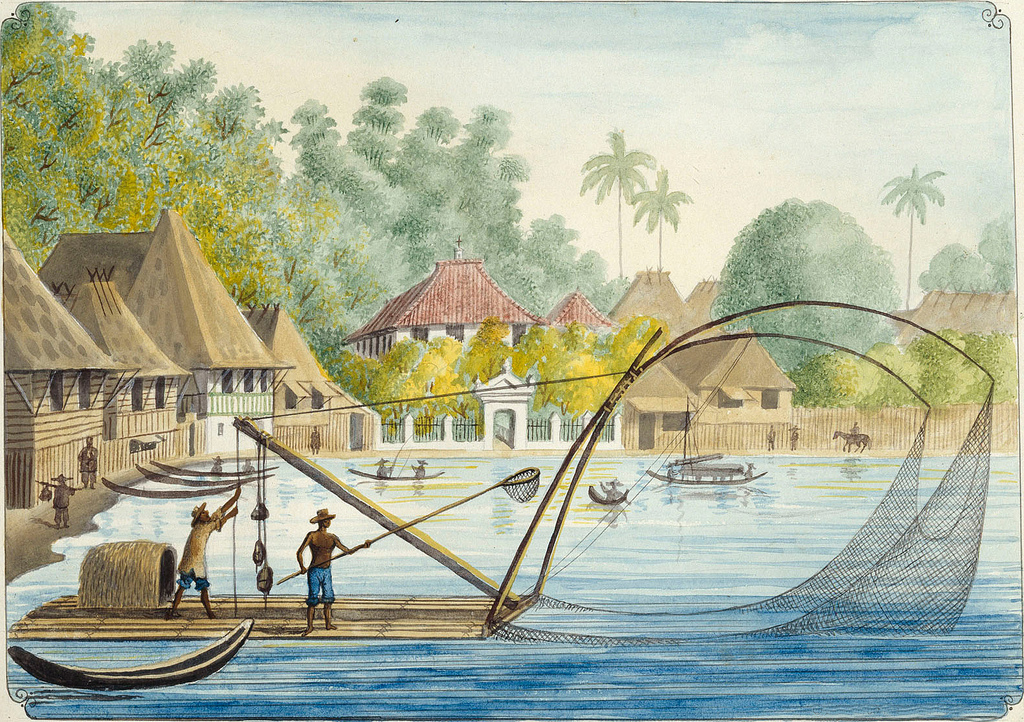
Pesca con el sarambao

Nació en 1815 o 1821 y sería natural de Sampaloc. Se le ha considerado el creador del género de "letras y figuras". Autor de las ilustraciones de un álbum de Vistas de las Yslas Filipinas y Trages de sus abitantes (1847) con texto de Gervasio Gironella, falleció en 1885.